# レイモン・ルフェーブル

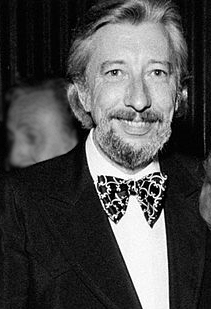
レイモン・ルフェーブル

レイモン・ルフェーヴル(Raymond Lefèvre、1929年11月20日 - 2008年6月27日)はフランスの編曲家、指揮者、作曲家、ピアニスト、フルート奏者。イージーリスニング界の第一人者として有名。特に日本では、キングレコードを発売元としていた時期に、ポール・モーリアの「ラブ・サウンドの王様」に対して、「ラブ・サウンドのシャルマン」がキャッチフレーズとして使用された。

## 略歴
フランスのカレーに生まれる。マルセル・モイーズに師事したパリ音楽院の学生時代に、学費捻出のため演奏していたダンスホールでジャズに傾倒、プロ・ミュージシャンとして活動を始める。同院卒業後、フランク・プゥルセル楽団でのピアニストを経て、1956年9月に女性歌手ダリダのデビュー曲『バンビーノ』の編曲と伴奏指揮を担当、レイモン・ルフェーヴル・グランド・オーケストラ(Raymond Lefèvre et son Grand Orchestre)としてのスタートを切る。その後、「ミュジコラマ」「パルマレス・デ・シャンソン」などフランスの人気音楽番組や「サンレモ音楽祭」などで指揮者を歴任。レコードでは1958年に『雨の降る日』、1968年には『ばら色の心』『ラ・ラ・ラ』が相次いで全米ヒットチャートにランクインし、注目を集める。映画音楽も手がけ、ルイ・ド・フュネス主演作品などでサウンドトラック盤を数多く発表している。日本では1969年にシングル・カットされた『シバの女王』がロングヒットとなったことから知名度が一気に上昇、ポール・モーリア、フランク・プゥルセル、カラベリとともにイージー・リスニング全盛期を迎える立役者の一人となった。
日本公演は、1972年に初来日して以降、11度に亘って開催され、その間の7公演でライヴ・アルバムが制作されている。ステージを退いて以降は、次男のジャン＝ミッシェル・ルフェーヴルが指揮者となって2000年、2002年、2004年、2006年に来日公演を開催している。
自ら引退するまで約650曲を録音したと言われている。中でも、クラシックの曲をイージー・リスニング風にアレンジした「ポップ・クラシカル・シリーズ」は、彼の十八番となった。
オーケストラ活動を開始以来、フランス・バークレー・レコードを契約先として作品を発表してきたが、1988年にバークレー社との契約を破棄してビクターエンタテインメントと日本でのアーティスト独占発売契約を締結。これが契機となって、リチャード・クレイダーマンとの共演アルバム『郷愁の詩』も制作されることとなった(1995年4月21日発売)。
2008年6月27日、パリ郊外で肝機能不全により半年強の入院生活を経て死去。78歳没。

## 代表曲(カバー含む)
- 『ばら色の心』 Ame Caline “Soul Coaxing” - オリジナルはミッシェル・ポルナレフ(日本コロムビア 44-3 LL-2196-LL)の自作曲。全米37位。
- 『シバの女王』 La Reine De Saba - フランスのシンガーソングライター、ミッシェル・ローラン(日本コロムビア LL-2225-AZ、当初のアーティスト表記は「ローラン」。)の自作曲。オリコンシングルチャートに110週に渡って100位以内にランクイン、同期間のみで約32万枚を越えるレコードセールスを記録している[5]。TBSラジオの深夜番組「白石冬美・野沢那智のパック・イン・ミュージック」で長くエンディングテーマとして使用された。グラシェラ・スサーナのヒット曲『サバの女王』(EXPRESS ETP-2685)としても知られる。なおルフェーヴル版のスタジオ録音としては1967年のオリジナルの他、日本向け特別録音として[6]アルバム『ソロモンの夢』(キング GP-470)の先行シングル(同 CM-50)B面で1977年2月5日に発表された『新・シバの女王』、ジャン・ミッシェル・ルフェーヴルの編曲による2002年版の3ヴァージョンが発表されている。
- 『とどかぬ愛』 Que Je t'aime - 1969年ジョニー・アリディのヒット曲をカバー。日本ではラジオのリクエスト番組で長く1位を獲得した。
- 『恋に祈りを』 Comme J'ai Toujours Envie D'Aimer - 日本テレビ系「日曜映画劇場」初代テーマ曲。
- 『涙のカノン』 Le Canon De Pachelbel - パッヘルベルの『カノンとジーク ニ短調』を原曲とするポップ・クラシカル。
- 『愛よ永遠に』 Allegro De La 40eme Symphonie - モーツァルトの交響曲第40番が原曲。
- 『ジュ・テーム』 Je T'aime Moi Non Plus-セルジュ・ゲンスブール(PHILIPS SFL-1229)の代表曲であり、『ジュ・テーム・モワ・ノン・プリュ』の邦題でも知られている。（Je t’aime だけだと「愛している」の意味になるが、 moi non plus が付くと「私はもう愛していない」という他の人物が否定している意味が付く。フランス語では本来ならタイトル表記で2単語目以降を大文字にはしない。）
- 『コンドルは飛んで行く』 El Condor Pasa - サイモンとガーファンクル(CBSソニー CBSA-82061)が取り上げたことでも有名なフォルクローレ。コンサートでは、オーケストラの奏者とルフェーヴル自身によるツイン・フルートで演奏されることが多かった。
- 『嘆きのサンフォニー』 Sans Toi Je Suis Seul
- 『カデ・ルーセル』 Cadet Rousselle - ルフェーヴル自身による作曲。コンサートの際のオープニング・テーマ曲として使われている。
- 『愛遥かに』 Da Troppo Tempo
- 『愛の歴史(ミスター・サマータイム)』　Une Belle Histoire
- 『哀しみの終わりに(去りゆく夏)』　La Maison Est En Ruine
- ヴィヴァルディ『四季』より

『春』 Les Quatre Saisons “Le Printemps” - スタジオ録音は1976年。発表当初は『幸せのコンチェルト』、その後『四季の春』の邦題が定着しているが、1989年ライブ盤では『四季〜春』と表記されている。
『夏』 Les Quatre Saisons “L'ete” - スタジオ録音は1980年。完結を記念して45回転・30cmレコードも発売された。
『秋』 Les Quatre Saisons “L'automne” - スタジオ録音は1978年。
『冬』 Les Quatre Saisons “L'Hiver” - スタジオ録音は1973年。
- 『想い出のラスト・キッス』 Save Your Kisses For Me - 「日曜喫茶室」(NHK-FM放送)テーマ曲。
- 『ソロモンの夢』 Eux
- 『グッドデイ・グッドタイム』 Le Festival De Automne - 1978年度FMフェスティバルのテーマ曲としてルフェーヴルが作曲した。同曲のボーカル版は公募された歌詞により、女優の麻田ルミ(キング GK-265)がカバーしている。
- 『夜間飛行』 Night Flight “L’ile Bleu” - 「JET STREAM」(TOKYO FM・JFN系)エンディングテーマ(1980年〜1985年)。ルフェーヴル自身による作曲。
- 『北海道シンフォニー』[7]　Tomorrow's Symphonies Du Futur - ルフェーヴル自身による作曲。1980年の来日ツァー札幌公演の折に札幌市長を招いた同曲の贈呈式が行われた。『大いなる山』[8]、『静けき森』[9]、『スノー・カーニバル』[10]の3部構成で、中でも『スノー・カーニバル』はフジテレビ系報道番組「プロ野球ニュース」の「今日のホームラン」のBGMで使用されたほか、1980年代後半には日本テレビ系列でのゴルフ中継など現在まで多くのスポーツ番組などで使用されている。
- 『ラブ・ワールド』 Monde D'amour “Love World” - 「ワールド・オブ・エレガンス」(TOKYO FM・JFN系)エンディングテーマ(1979年〜1982年)。作曲はいずみたく。
- 『ピッコラ・ファンタジア』 Piccola Fantasia - 次男ジャン＝ミッシェル・ルフェーヴルの作曲。

## 来日公演
※本節では、レイモン・ルフェーヴル自身の指揮によるオーケストラの一般公演についてのみ記述する。

### 奏者編成
- 開催年度により若干の差異は発生しているが、基本編成は下記の通り。エレキベース(1)、ドラムス(1)、パーカッション(1)、ギター(2)、ピアノ・キーボード(2)、トランペット(3)、トロンボーン(3)、フルート(1)、フレンチホルン(1)、ヴァイオリン(11)、ビオラ(2)、チェロ(2)。なお、コントラバス奏者としてジャン＝ミッシェル・ルフェーヴルが参加したのに前後して、オーボエも新たに加入、その後は時期に応じてヴァイオリンの奏者数に増減が図られた[11]。
- ステージ上では、下手にリズムセクション・金管セクション・パーカッション、中央下手寄りにピアノ、その奥にキーボードが、中央上手よりに木管、上手にストリングスが配置された。

### 公演概要およびライブ・レコーディング
- 1972年：4月3日〜4月19日、8都市15公演

LP 「レーモン・ルフェーヴル・ライヴ・イン・ジャパン」(GW-211/2)
4月12・16日、渋谷公会堂。現在マスターテープが所在不明のため復刻されていない。
- 1974年：3月5日〜4月3日、22都市28公演

LP 「レーモン・ルフェーヴル・ライヴ・イン・ジャパン」(GSW-19/20)
3月5・24・26・27日、東京厚生年金会館。
- 1975年：9月25日〜10月31日、24都市35公演
- 1977年：3月1日〜4月13日、27都市40公演

LP 「レーモン・ルフェーヴル・ライヴ・イン・ジャパン'77」(GXG-21/2)
3月8・9日、神奈川県民ホール。
このほか4月12日放送のフジテレビ「ミュージックフェア'77」に出演、岸洋子とのセッションが実現している。
- 1978年：10月3日〜11月9日、27都市35公演

LP 「レーモン・ルフェーヴル・ライヴ・イン・ジャパン'78」(GXG-31/2)
10月15・16・17日、大阪フェスティバルホール。
- 1980年：3月1日〜4月11日、23都市32公演
- 1984年：3月15日〜4月16日、23都市32公演

LP 「恋人たちのイヴニング ライヴ・イン・ジャパン / レーモン・ルフェーヴル」(L28B-1109)
CD 「恋人たちのイヴニング ライヴ・イン・ジャパン / レーモン・ルフェーヴル」(3122-22)。
VC 「レーモン・ルフェーヴル / ライヴ・イン・ジャパン―パリの香りをのせて―」(6513-11)
4月10日、東京厚生年金会館。
- 1987年：10月24日〜11月22日、19都市26公演

CD 「北海道シンフォニー / レイモン・ルフェーヴル・ライヴ大全集」(VDP-8003/4)
11月7日、東京厚生年金会館(ダイジェスト収録)。
- 1989年：11月19日〜12月22日、25都市31公演

LD 「レイモン・ルフェーヴル・グランド・オーケストラ」(PILP1001)
11月23日、東京厚生年金会館。なお発売に先立って、1990年3月1日にNHK総合テレビで「ショータイム ―シバの女王〜レイモン・ルフェーヴル楽団・華麗な響き―」として同公演の中継番組が放送されている。
- 1993年：11月26日〜12月29日　24都市27公演
- 1995年：11月2日〜11月29日　17都市22公演(別途ディナーショー2公演)

## 映画音楽
映画音楽ではジャン・ジロー監督作品を多く担当し、結果的にその多くで主演するルイ・ド・フュネスの主演映画にも多く関わった。
『ルイ・ド・フュネスのサントロペシリーズ』（全6作）、『ジョー』、『グランド・ヴァカンス』、『キャベツのスープ』などがある。
他に『処女』（ジャン＝ピエール・モッキー監督、シャルル・アズナブール主演）など。